# Grassel
Grassel is een plaats in de Duitse gemeente Meine, deelstaat Nedersaksen, en telt 833 inwoners (2006).
- Gemeinsame Normdatei: 16079856-5
- Virtual International Authority File: 128583487